# بترا رامبري
بترا رامبري (بالسلوفينية: Petra Rampre)‏ مواليد 20 يناير 1980 في ليوبليانا، جمهورية يوغوسلافيا الاشتراكية الاتحادية، هي لاعبة كرة مضرب سلوفينية بدأت مسيرتها كمحترفة سنة 1996 تلعب باليد اليمنى. أعلى تصنيف لها في تصنيف رابطة محترفات كرة المضرب كان 151.

## النهائيات

### الزوجي: 1 (0-1)
| الحصيلة | الرقم | التاريخ      | الدورة          | الأرضية | الشريك       | المنافس                     | النتيجة  |
| ------- | ----- | ------------ | --------------- | ------- | ------------ | --------------------------- | -------- |
| الوصافة | 1.    | 21 مايو 2000 | أنتويرب، بلجيكا | ترابية  | جنيفر هوبكنز | سابين أبيلمانس كيم كلايسترز | 1-6, 1-6 |

## الخط الزمني للفردي
مفتاح
| ف | ن | ن.ن | ر.ن | د# | د.م | ل | أ.أ | ت | غ | ب | ف | ذ | م.خ | ل.ت |

(ف) فاز بالبطولة (ن) وصل النهائي (ن.ن) نصف النهائي (ر.ن) ربع النهائي (د#) الأدوار الأربعة الأولى (د.م) دور المجموعات (ل) شارك في كأس ديفيز (أ.أ) خرج من الأدوار الاولى (ت) خسر التصفيات التأهيلية (غ) غاب عن الحدث أو البطولة (ب) حصل على ميدالية برونزية (ف) حصل على ميدالية فضية (ذ) حصل على ميدالية ذهبية (م.خ) بطولة الماسترز خُفضت إلى مرتبة أقل (ل.ت) البطولة لم تعقد في السنة المعينة.
لتجنب الارتباك وازدواجية الحساب، يتم تحديث هذه المعلومات إما في نهاية البطولة، أو عندما تكون مشاركة اللاعب في البطولة قد انتهت.
| الدورة            | 1998 | 1999 | 2000 | 2001 | 2011 | 2012 | إجمالي ف/خ |
| ----------------- | ---- | ---- | ---- | ---- | ---- | ---- | ---------- |
| الجراند سلام      |      |      |      |      |      |      |            |
| أستراليا المفتوحة | غ    | غ    | ت1   | ت1   | غ    | ت1   | 0–0        |
| فرنسا المفتوحة    | غ    | غ    | ت1   | ت1   | غ    | ت1   | 0–0        |
| بطولة ويمبلدون    | غ    | غ    | ت1   | ت1   | غ    | ت3   | 0–0        |
| أمريكا المفتوحة   | ت1   | ت2   | ت1   | غ    | ت2   | ت1   | 0–0        |
| فوز-خسارة         | 0–0  | 0–0  | 0–0  | 0–0  | 0–0  | 0–0  | 0–0        |

- إجمالي ف/خ = إجمالي الفوز والخسارة

## روابط خارجية
- بترا رامبري على موقع رابطة محترفات التنس (الإنجليزية)
- بترا رامبري على موقع الاتحاد الدولي لكرة المضرب (الإنجليزية)
- بترا رامبري على موقع كأس بيلي جين كينغ (الإنجليزية)
- بترا رامبري على موقع خلاصة التنس.كوم (الإنجليزية)
- بترا رامبري على موقع إي إس بي إن.كوم (الإنجليزية)